# Christoffer Selbekk
Christoffer Selbekk (* 26. Mai 1939 in Stadsbygd, Sør-Trøndelag; † 11. Januar 2012 in Bærum) war ein norwegischer Skispringer und Unternehmer.

## Leben und Karriere
Selbekk, 1939 in Sør-Trøndelag geboren, erreichte bei der Nordischen Skiweltmeisterschaft 1966 in Oslo den 5. Platz im Springen von der Normalschanze. Im gleichen Jahr sprang er auf dem Bjørnstadbakken in Tistedalen mit 62,5 m Schanzenrekord, welchen er auf der heute stillgelegten Schanze noch immer hält. Bei der Vierschanzentournee 1966/67 erreichte er in Innsbruck den 4. Platz und am Ende der Tournee den 19. Platz in der Gesamtwertung. Nach seiner aktiven Karriere hielt er diverse Posten im Norwegischen Skiverband sowie im Norwegischen Golfverband inne.
1962 absolvierte Selbekk ein Wirtschaftsstudium an der University of Denver. Von 1974 bis 1978 war er CEO von Tretorn Norge. Ab 1978 führte er sein eigenes Sportunternehmen Chrisco Sport.
Selbekk lebte bis zu seinem Tod am 11. Januar 2012, in Eiksmarka.